# 5β-colestano
Il 5β-colestano è un idrocarburo saturo a 27 atomi di carbonio, formalmente precursore di molte sostanze organiche naturali tra cui gli steroidi.